# Monsieur Verdoux
Monsieur Verdoux (prt: O Barba-Azul) é um filme britânico de 1947 do gênero Comédia de Humor Negro, dirigido e protagonizado por Charlie Chaplin. O filme faz uma crítica severa e polêmica ao capitalismo e ao militarismo, associando seus mentores a assassinos comuns e considerando-os piores do que estes.
O enredo do filme inspira-se nos fatos reais da história do assassino em série Henri Désiré Landru, sentenciado à morte em 21 de novembro de 1921 e executado na guilhotina em 25 de fevereiro de 1922.

## Sinopse
Em fins dos anos 20 do século XX, Henri Verdoux, um bancário francês que ficou desempregado após 30 anos de trabalho, desenvolve uma personalidade maníaca e começa a cometer assassinatos em série: suas vítimas são sempre mulheres de meia-idade, sozinhas e com algum tipo de propriedade ou renda. Assim que convence as mulheres a sacarem o dinheiro do banco (ele sempre alega que está por vir uma crise econômica) Verdoux as elimina, vende as propriedades e rouba o dinheiro. A maior parte do dinheiro roubado ele investe no mercado de ações, que está em crise, mas ele acredita que é a melhor hora para investir.
Viajando de cidade em cidade à procura de vítimas ou fugindo, ele mal tem tempo de visitar sua família verdadeira: uma esposa paralítica e um filho pequeno. A família de sua última vítima chama a polícia, quando a mulher deixa de dar notícias. Com mais esse caso de mulher desaparecida, os policiais começam a suspeitar que estejam lidando com um assassino em série (ou assassino em massa, como é dito no filme), um novo "Barba Azul".
Além das suspeitas policiais, as coisas começam a piorar para Verdoux quando ele não consegue assassinar sua segunda esposa (ele é bígamo), uma mulher que tem uma sorte terrível (ganhou seu dinheiro na loteria) e que consegue escapar de todas as tentativas de assassinato de seu "marido".
No final, Verdoux acaba sendo preso e levado a julgamento, sendo condenado a morte. Antes de morrer, Verdoux faz um emocionante discurso afirmando que a guerra matou e foi mais cruel que ele. O filme termina mostrando Verdoux sendo levado a área de execução.

## Elenco
- Charles Chaplin ... Henri Verdoux - Varnay - Bonheur - Floray
- Mady Corell … Mona

## Prêmios e indicações

### Indicações
Oscar
- Melhor roteiro original: Charles Chaplin - 1948